# Dagmar Aderaldo Chaves
Dagmar Aderaldo Chaves (Mombaça, Ceará, 15 de julho de 1908 – 2002) foi um médico brasileiro.
Graduado pela Faculdade de Medicina da Universidade do Brasil em 1932. Foi eleito membro da Academia Nacional de Medicina em 1954, sucedendo Joaquim Azarias de Brito na Cadeira 33, que tem Antônio Felício dos Santos como patrono.
Foi fundador da Academia Brasileira de Médicos Escritores